# 雅雷地区圣罗曼
雅雷地区圣罗曼（法語：Saint-Romain-en-Jarez，法語發音：[sɛ̃ ʁɔmɛ̃ ɑ̃ ʒaʁɛ]）是法国卢瓦尔省的一个市镇，位于该省东南部，属于圣艾蒂安区。

## 地理
雅雷地区圣罗曼（45°33'22"N, 4°32'4"E）面积16.96 平方千米，位于法国奥弗涅-罗讷-阿尔卑斯大区卢瓦尔省，该省份为法国中南部省份，北起顺时针与索恩-卢瓦尔省、罗讷省、伊泽尔省、阿尔代什省、上盧瓦爾省、多姆山省和阿列省接壤。
与雅雷地区圣罗曼接壤的市镇（或旧市镇、城区）包括：拉拉雅斯、瓦尔弗勒里、圣卡特琳、沙尼翁、马尔瑟诺、雅雷地区圣克里斯托、热尼拉克、圣马丹拉普莱讷、沙巴尼耶尔。
雅雷地区圣罗曼的时区为UTC+01:00、UTC+02:00（夏令时）。

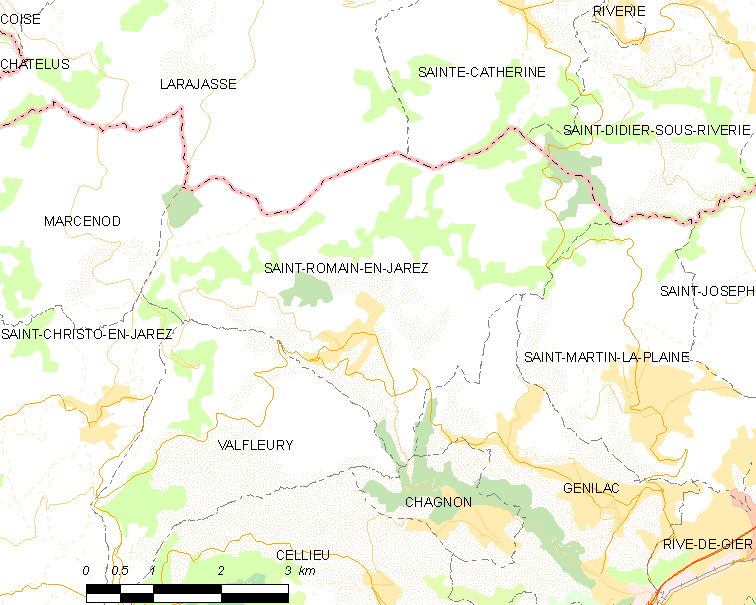
雅雷地区圣罗曼的OSM定位图

## 行政
雅雷地区圣罗曼的邮政编码为42800，INSEE市镇编码为42283。

## 政治
雅雷地区圣罗曼所属的省级选区为索尔比耶县。

## 交通
卢瓦尔省省道D6线和D65线在境内交汇，D23线和D77线分别从境内西侧和东侧过境。

## 人口

1962-2008年间雅雷地区圣罗曼人口变化图示

雅雷地区圣罗曼于2022年1月1日时的人口数量为1209人。